# فلوئورنول
فلوئورنول (به انگلیسی: Fluorenol) با فرمول شیمیایی C۱۳H۱۰O یک ترکیب شیمیایی با شناسه پاب‌کم ۷۴۳۱۸ است؛ که جرم مولی آن ۱۸۲٫۲۲ g/mol می‌باشد. شکل ظاهری این ترکیب، پودر بلورین سفید است.